# گورستان شادا فهلیان
قبرستان شادا فهلیان مربوط به دوره قاجار است و در شهرستان ممسنی، بخش مرکزی، دهستان فهلیان، جنوب غرب روستای فهلیان علیا واقع شده و این اثر در تاریخ ۳۰ بهمن ۱۳۸۶ با شمارهٔ ثبت ۲۰۷۶۹ به‌عنوان یکی از آثار ملی ایران به ثبت رسیده است.